# 中西俊二
中西 俊二（なかにし しゅんじ、1959年1月5日 - ）は、日本の競泳選手。専門は自由形。1980年モスクワオリンピック日本代表。800m・1500m自由形元日本記録保持者。

## 経歴
有田市立初島中学校、尾道高校、日本大学卒。
1974年アジア競技大会の800mフリーリレーに出場し、金メダルを獲得した。
1980年モスクワオリンピック日本代表選手に選出されたが、ボイコットにより不参加となった。

## 主な実績
- 1972年全国中学　200m自由形優勝[1]　400m自由形優勝[5]
- 1973年全国中学　200m自由形優勝[1]　400m自由形優勝[5]
- 1975年インターハイ　400m自由形優勝[6]　800mフリーリレー優勝[7]　400mメドレーリレー優勝[8]
- 1976年インターハイ　200m自由形優勝[2]　400mフリーリレー優勝[9]　800mフリーリレー優勝[7]　400mメドレーリレー優勝[8]
- 1979年日本選手権　200m自由形優勝[10]
- 1979年インカレ　400m自由形優勝[3]　800mフリーリレー優勝[11]
- 1980年インカレ　200m自由形優勝[12]　400m自由形優勝[3]　800mフリーリレー優勝[11]　400mメドレーリレー優勝[13]